# Deudorix batikelides
Deudorix batikelides är en fjärilsart som beskrevs av Holland 1920. Deudorix batikelides ingår i släktet Deudorix och familjen juvelvingar. Inga underarter finns listade i Catalogue of Life.